# The Hard Way (film 1943)
The Hard Way – amerykański film z 1943 roku w reżyserii Vincenta Shermana.

## Obsada
- Ida Lupino jako pani Helen Chernen
- Joan Leslie jako 'Katie' Blaine
- Dennis Morgan jako Paul Collins
- Jack Carson jako Albert Runkel
- Gladys George jako Lily Emery
- Faye Emerson jako kelnerka w lodziarni
- Paul Cavanagh jako John "Jack" Shagrue
- Dolores Moran jako młoda blondynka (niewymieniona w czołówce)
- Emory Parnell jako policjant (niewymieniony w czołówce)

## Nagrody
| Nazwa nagrody                                          | Wygrane                           | Nominacje    |
| ------------------------------------------------------ | --------------------------------- | ------------ |
| Nagroda NBR                                            | 1943 Top Ten Films                | 1943 wygrana |
| Nagroda Stowarzyszenia Nowojorskich Krytyków Filmowych | 1943 Najlepsza aktorka Ida Lupino | 1943 wygrana |